# Беніфальїм
Беніфальїм (валенс. Benifallim, ісп. Benifallim) — муніципалітет в Іспанії, у складі автономної спільноти Валенсія, у провінції Аліканте. Населення — 114 осіб (2010).

## Географія
Муніципалітет розташований на відстані близько 340 км на південний схід від Мадрида, 36 км на північ від Аліканте.

## Демографія
Динаміка населення (INE ):

## Галерея зображень

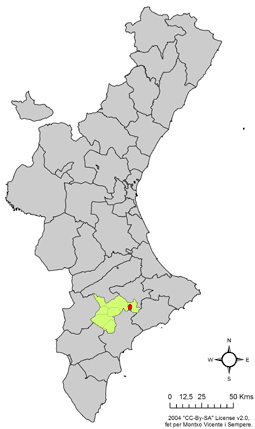
Розташування муніципалітету Беніфальїм у автономній спільноті Валенсія
Розташування муніципалітету Беніфальїм у комарці Оя-де-Алькой